# Camponotus alacer
Camponotus alacer är en myrart som beskrevs av Auguste-Henri Forel 1912. Camponotus alacer ingår i släktet hästmyror, och familjen myror. Inga underarter finns listade.